# あがた有為
あがた 有為（あがた うい、1949年 - ）は、日本の漫画家。東京都出身。

## 来歴
サラリーマンをしながら漫画を描き始め、1971年、『サンデー毎日増刊・劇画特集号』第4号「埋葬」で漫画家デビュー。その後『ベンチャーコミック』連載の「女学生狩りシリーズ」で人気エロ漫画家となる。

## 単行本
- 女学生狩りシリーズ
- セーラー服・裏授業（フランス書院）
- 姉のレオタード（フランス書院）
- 義母恥ずかしい体験！（フランス書院）
- セーラー服めくってほしい（コスモ出版）

他、多数